# Ludovic Assemoassa
Amevou-Ludovic Assemoassa (* 18. September 1980 in Lyon) ist ein ehemaliger togoischer Fußballnationalspieler. Er bestritt insgesamt 144 Spiele in der französischen Ligue 2 und der spanischen Segunda División. Mit der Nationalmannschaft nahm er im Jahr 2006 am Afrika-Cup und an der Weltmeisterschaft teil.

## Karriere

### Verein
Assemoassa wurde in Frankreich geboren, ist dort aufgewachsen und spielte in seiner Jugend beim französischen Spitzenklub Olympique Lyon. Als er sich dort nicht durchsetzen konnte, wechselte er zu den unterklassig spielenden Clermont Foot Auvergne. Nach vier Jahren zog es ihn 2005 nach Spanien, wo er zunächst bei Ciudad de Murcia in der Segunda División unter Vertrag stand, ehe dieser Verein 2007 nach einer Fusion in FC Granada 74 umbenannt wurde. Zu Beginn seiner zweiten Saison konnte er wegen eines während der Weltmeisterschaft erlittenen Risses der Patellasehne nicht spielen. Im Sommer 2018 beendete er seine Laufbahn.

### Nationalmannschaft
Obwohl ihm in Europa der große Durchbruch bisher nicht gelang, gehörte Assemoassa zum Kader der togoischen Nationalmannschaft. Im Sommer 2006 nahm er auch an der Weltmeisterschaft in Deutschland teil, kam jedoch nur zu einem Einsatz bei der Niederlage gegen Südkorea im ersten Vorrundenspiel. Nach einer Stunde hatte er sich ohne Einwirkung eines Gegenspielers am Knie verletzt und fiel für das restliche Turnier aus.